# Бренна, Тонье
Тонье Бренна (норв. Tonje Brenna; род. 21 октября 1987, Holmlia, Осло) — норвежский политический и государственный деятель. Первый заместитель лидера Рабочей партии. Действующий министр образования Норвегии с 14 октября 2021 года. В прошлом — глава правительства фюльке Викен (2020—2021).

## Биография
Родилась 21 октября 1987 года.

## Политическая карьера
В 2005 году вступила в молодёжное крыло (AUF) Норвежской рабочей партии. Спустя два года нанята политическим советником в AUF. Затем, после периода работы в качестве секретаря по делам молодежи в Норвежской конфедерации профсоюзов (LO) в Осло и Акерсхусе, в октябре 2010 года она избрана генеральным секретарем AUF.
Выжила в теракте на острове Утойя в 2011 году. Вместе с истекающей кровью девушкой Тонье Бренна спряталась за каменным уступом, расположенным вблизи озера. В 2012 году Тонье Бренна давала свидетельские показания на судебном заседании по делу террориста Андерса Брейвика.
Летом 2012 года стала самым молодым политическим советником в канцелярии премьер-министра во втором правительстве Столтенберга, в 2013 году — в Министерстве юстиции и общественной безопасности при министре Грете Фаремо. После поражения Рабочей партии на парламентских выборах 2013 года покинула правительство.
По результатам местных выборов 2019 года избрана главой правительства фюльке Викен. С 1 февраля по 1 мая 2020 года находилась в отпуске по уходу за ребёнком.
14 октября 2021 года Тонье Бренна получила портфель министра образования Норвегии в правительстве Стёре.
При перестановках в правительстве 16 октября 2023 года назначена министром труда и социальной интеграции.
5 мая 2023 года избрана первым заместителем лидера Рабочей партии.

## Личная жизнь
Живёт в Есхейме в незарегистрированном браке с джазовым музыкантом Ветле Ларсеном (Vetle Larsen). У пары двое детей: Эмиль (Emil; род. 2014) и Оскар (Oskar; род. 18 июля 2019).
Любит бегать трусцой, пить пиво и читать детективы.